# Войновичи
Войновичи (серб. Војновићи) — сербское графское семейство из города Херцег-Нови в Боке Которской (историческая область Далмация, ныне Черногория), представители которого оставили заметный след в истории Черногории, Сербии и России в XVII—XVIII веках.
Согласно родовой легенде, род Войновичей происходит от короля Сербии Св. Стефана Дечанского из династии Неманичей и переселился в Боку в 1692 году.
В. Б. Броневский, который был в Боке Которской в составе экспедиции адмирала Сенявина во время наполеоновских войн, пишет, что Войновичи — одна из знатнейших дворянских фамилий Боки.

## Известные представители рода
- Войнович, Александр Васильевич — граф, российский генерал кавалерии, участник Итальянского похода Суворова.
- Войнович, Георгий Васильевич  — граф, майор российской армии, действовавший против турок в Архипелаге и затем против французов в Черногории.
- Войнович, Иван Васильевич (17??, Херцег-Нови — 1791, Триест) — граф, контр-адмирал российского флота, георгиевский кавалер.
- Войнович, Иво (1857, Дубровник — 1929, Белград) — граф, писатель.
- Войнович, Марко Иванович (1750, Херцег-Нови — 1807, Витебск) — граф, адмирал российского флота (1801), георгиевский кавалер (1771,1788). Один из основателей Черноморского флота.
- Войнович, Николай Дмитриевич — граф, капитан 2-го ранга российского флота, получивший орден Св. Георгия IV степени «За отличные подвиги, оказанные в поражении турецких морских сил в 1788 году на лимане при Очакове» и золотую шпагу за взятие Очакова. Во время Средиземноморского похода Ушакова участвовал во взятии Корфу, а позднее блокировал стратегически важную Анкону, за что получил III-ю степень Анны.